# Georges Claudinon
Georges Claudinon est un homme politique français né le 7 février 1849 à Saint-Paul-en-Jarez (Loire) et décédé le 18 avril 1930 au Chambon-Feugerolles (Loire).

## Biographie
Fils d'un maître de forges, il est ingénieur des mines en 1873 et succède à son père aux forges du Chambon-Feugrolles. Maire de la commune, il est député de la Loire de 1898 à 1906, inscrit au groupe des Républicains progressistes.

## Sources
- « Georges Claudinon », dans le Dictionnaire des parlementaires français (1889-1940), sous la direction de Jean Jolly, PUF, 1960 [détail de l’édition]